# Quacquarelli Symonds
Quacquarelli Symonds (QS) es una compañía británica que especializa en educación y estudio en el extranjero. La compañía fue fundada en 1990 por Nunzio Quacquarelli. Hoy, QS tiene más de 250 empleados y opera globalmente, cuenta con oficinas en Londres (central en Hampstead, Londres Del norte); Nueva York, Boston, y Washington, D.C., Estados Unidos; París, Francia; Singapur; Stuttgart, Alemania; Sídney, Australia; Shanghái, China; Johannesburgo, Sudáfrica; y Alicante, España. 
QS hace estudios sobre pregrado, licenciados, Maestros, Ph.D., MBA, y Ejecutivo MBA. Ofrece publicaciones y acontecimientos para ampliar el alcance de estudiar en el extranjero. QS realiza eventos y guías de productos para posgrados en 35 países.

## Historia
- 1988@–90: Es fundada QS Quacquarelli Symonds Ltd como iniciativa estudiantil de Nunzio Quacquarelli cuando completaba su MBA en el Wharton Escuela de la Universidad de Pensilvania.
- 1990: Son lanzadas TopMBA Guía de Carrera, TopMBA Internacional MBA Reclutamiento e investigación sobre salarios.
- 1995: El primer Tour mundial MBA de QS se realiza en dos ciudades, Londres y París. Hoy, los torus de viajes se realizan en más de 70 ciudades a través de cinco continentes.[5]
- 1996: QS TopMBA Global Recruiters Parte superior 100 Escuelas Empresariales, un alternativos a escuela empresarial rankings, proporcionando una lista de las escuelas empresariales actualmente preferidas por el más internacionales MBA recruiters. En 2009, el nombre de este informe cambió a "QS Globales 200 Escuelas Empresariales 2009: Los Empresarios' Elección".
- 1998: QS Topmba.com Búsqueda de Solicitantes - una encuesta del mindset y aspiraciones de MBA solicitantes.
- 2001
  - QS Mundial Grad la visita Escolar estuvo lanzada; hoy, las visitas de visita encima 40 ciudades en más de 30 países.
  - QS Adquirió Global Workplace, una red para los profesionales y los empresarios que miran para conectar con alumni de escuelas empresariales internacionales.
- 2002: QS Foros de Carrera - un programa de reclutamiento y desarrollo de carrera acontecimientos
- 2004: EL-QS Universidad Mundial Rankings lanzó en colaboración con el Tiempo Educación más Alta[6]
- 2005
  - Scorecard - Una búsqueda en línea y personal ranking herramienta de escuelas empresariales en todo el mundo
  - QS APPLE - La Asia Pacific Dirigentes Profesionales en Educación exposición y conferencia anuales para educadores internacionales en Asia, Europa, América y Australasia.
  - QS Confianza de educación - una compañía de confianza sin ánimo de lucro que proporciona becas para estudio internacional a candidatos cada año.
- 2005-2006: QS TopApply - un especializado CRM el sistema estuvo lanzado aquello integra en con escuelas empresariales' candidato y aplicación internos procesos de administración.
- 2007: QS TopInternships @– un sitio web comunitario para ayudar primer grado y alumnado de Maestros localizan internships, con un foco inicial en inglés hablando países alrededor del mundo.
- 2008: QS asiático Universitario Rankings el lanzamiento anunciado en sociedad con Corea del Sur Chosun Ilbo diario
- 2009
  - TopUniversities & Mundo de lanzamientos de Visita del Estudio en Londres que sirve alumnado de instituto y los profesionales jóvenes que miran para emigrar a través de un grado internacional o cualificación vocacional.
  - QS Adquirió compañía de software alemán unisolution, un proveedor europeo de soluciones de software y servicios para instituciones de educación más alta en el área de internacionalización.
- 2012: Es lanzada la Guía de Carrera TopMBA en la lengua china.[7]

## Principales clasificaciones
QS Ha publicado varios clasificaciones universitarias.
En un inicio colaboró con la revista semanal británica Times Higher Education para liberar universidad mundial anual rankings, el EL-QS Universidad Mundial Rankings, desde entonces 2004 y era el proveedor de dato del rankings. Aun así,  acabe su sociedad con Tiempo después de la liberación de su 2009 rankings y ambos han salido sus propios rankings después con QS utilizando la misma metodología mientras Cronometra cuál entonces ha cooperado con Thomson Reuters que utiliza un ajustado uno. Ahora, el rankings publicó por QS es sabido como el QS Mundial Universitario Rankings.
Generalmente, el QS Universidad Mundial Rankings está considerado cuando uno del tres más influyente universitario rankings en el mundo, junto con el Tiempo la educación más Alta Mundial Universitario Rankings y el Académico Ranking de Universidades Mundiales.